# Grande Azerbaigian
Il Grande Azerbaigian (in azero Bütöv Azərbaycan) è un concetto irredentista per l'unione dei territori abitati dagli azeri nella Repubblica dell'Azerbaigian.

## Storia
L'idea di "Grande Azerbaigian" è stata formulata da Piruz Dilanchi nel 1991 e definita nel 1992 dal presidente azero Abulfaz Elchibey (s. 1992-93). Nel 1991, Dilanchi fondò l'organizzazione nazionalista SANLM e nel 1997 Elchibey fondo l'organizzazione "Unione del Grande Azerbaigian" (Bütöv Azərbaycan Birliyi). Sull'idea, Elchibey pubblicò nel 1998 in Turchia un suo libro dal titolo Bütöv Azərbaycan yolunda.

## Confini
Sebbene i confini del Grande Azerbaigian non siano rigorosamente definiti, alcuni sostenitori li descrivono come comprendenti le seguenti aree:
- «Azerbaigian meridionale» (Cənubi Azərbaycan ) -  le province iraniane dell'Azerbaigian orientale, dell'Azerbaigian Occidentale, di Ardabil e e di Zanjan
- «Azerbaigian occidentale» (Qərbi Azərbaycan) -  una parte del territorio della Repubblica d'Armenia
- Derbent (Dərbənd ) -  Distretto di Derbent, Repubblica del Daghestan
- Borchali (Borçalı) -  Parte della provincia di Kvemo Kartli della Georgia